# ألفرد ديفيز (لاعب كرة قدم)
ألفرد ديفيز (بالإنجليزية: Alfred Davies)‏ هو لاعب كرة قدم بريطاني (وحمل سابقاً جنسية المملكة المتحدة لبريطانيا العظمى وأيرلندا) في مركز الهجوم، ولد في 1850، وتوفي في 6 أبريل 1891. لعب مع نادي ريكسهام.

## وصلات خارجية
- ألفرد ديفيز على موقع قاعدة بيانات كرة القدم.إي يو (الإنجليزية)